# Robert Stewart (astronauta)
Robert Lee Stewart (Washington, 13 agosto 1942) è un ex astronauta statunitense. Ha partecipato alle missioni spaziali Shuttle, STS-41-B e STS-51-J, come specialista di missione.